# Пахистахис
Пахистахисът (Pachystachys) е род от 12 вида цъфтящи растения от семейство Страшникови (Acanthaceae), с произход от Перу. Те са вечнозелени многогодишни растения и храсти, с ярко оцветени прицветници.

## Етимология
Името Pachystachys идва от гръцки и означава „дебело острие“, което е свързано с цветните глави.

## Разпространение
Среща се в тропическите гори в Карибския басейн и Централна и Южна Америка

## Описание
Достига до 38-45 cm височина, а настрани расте до 30-40 cm. Листата са овални, тъмно зелени и срещуположно наредени. Цъфти от средата на пролетта до късна есен с жълти цветове. За стайно отглеждане е подходящ вида Pachystachys lutea.

## Размножаване
Чрез разделяне на растението или чрез резници (10-15cm заедно с цвят) през пролетта и лятото.

## Списък с видове
| - Pachystachys badiospica - Pachystachys coccinea - Pachystachys fosteri - Pachystachys incarnata - Pachystachys killipii - Pachystachys longibracteata | - Pachystachys lutea - Pachystachys ossolae - Pachystachys puberula - Pachystachys rosea - Pachystachys schunkei - Pachystachys spicata |

Видовете P. coccinea, P. lutea и P. spicata са изкуствено култивирани.

## Галерия
- Pachystachys lutea
- Pachystachys spicata
- Pachystachys coccinea